# Cupira
Cupira là một đô thị thuộc bang Pernambuco, Brasil. Đô thị này có diện tích 167 km², dân số năm 2007 là 22075 người, mật độ 132,19 người/km².